# Jórunn skáldmær
Jórunn skáldmær war eine altnordische Dichterin. Sie verfasste die Drápa Sendibítr.

## Leben
Es ist unbekannt, ob sie aus Norwegen oder Island stammte und wann genau sie lebte. Aufgrund des Inhaltes ihrer Dichtung wird oft angenommen, dass sie zu Beginn des 10. Jahrhunderts in Norwegen lebte.
Ihr Beiname skáldmær bedeutet Skaldenmädchen und weist auf eine junge unverheiratete Frau hin; offenbar wurde sie schon in jungem Alter berühmt. In den Skáldskaparmál ist sie die einzige weibliche unter 67 namentlich genannten Skalden. Die Formulierungen ihres Gedichtes zeugen von einer gewissen Autorität; möglicherweise agierte sie – wie so viele Skalden – als Ratgeber eines Herrschers. Unter den im Skáldatal aufgeführten Skalden aus dem Gefolge von Harald Schönhaar taucht sie jedoch nicht auf.

## Werk
Ihr Gedicht Sendibítr (altnordisch für „beißende Botschaft“) ist das längste heute bekannte Skaldengedicht, das von einer Frau verfasst wurde. Der Titel ist in der Heimskringla überliefert: 

“Eptir þessi sǫgu orti Jórunn skáldmær nǫkkur erendi í Sendibít”

„Über diese Geschichte verfasste Jórunn skáldmær einige Verse im Sendibítr“

Von ihrer Drápa sind drei helmingar (Halbstrophen) und zwei vollständige Strophen erhalten. Die Heimskringla und die meisten Handschriften der Óláfs saga helga und der Óláfs saga Tryggvasonar en mesta zitieren nur die zweite (Halb-)Strophe, während die Strophen 3 bis 5 nur in der fragmentarischen Handschrift AM 75 c fol. überliefert sind, die offenbar mehr von dem Gedicht enthielt. Die erste (Halb-)Strophe wird in der Snorra-Edda zitiert.

“Bragningr réð í blóði

— beið herr konungs reiði —

— hús lutu opt fyr eisum —

óþjóðar slǫg rjóða.
Harald frák, Halfdan, spyrja

herðibrǫgð, en lǫgðis

sýnisk svartleitr reyni

sjá bragr, inn hárfagra.
Þvít ríkr konungr rekka,

reyr undlagar dreyra

morðs þás merkja þorðu

magnendr, bjósk at fagna.
Hvar vitu einka ǫrvir

ǫrveðrs frama gǫrvan

tinglrýrǫndum tungla

tveir jǫfrar veg meira,

an geðharðir gerðu

golls landrekar þollum

— upp angr of hófsk yngva —

óblinds fyr lof Sindra?
Hróðr vann hringa stríðir

Haralds framm kveðinn ramman;

Goðþormr hlaut af gæti

góð laun kveðins óðar.

Raunframra brá rimmu

runnr skjǫldunga gunnar;

áðr bjósk herr til hjǫrva

hreggs dǫglinga tveggja.”

„Der Herrscher rötete Waffen im Blut der schlechten Leute; das Heer erlitt den Ärger des Königs; Häuser stürzten oft durch Feuer ein.

Ich erfuhr, Hálfdan, dass Harald Schönhaar von (deinen) harten Taten hörte, und dieses Gedicht scheint dem Erprober des Schwertes (= Krieger) von dunklem Aussehen.

Weil der mächtige König der Krieger sich darauf vorbereitete, zu jubeln, als die Beschleuniger des Gemetzels (= Krieger) wagten, das Schilf der Wundensee (= Blut; die gesamte Kenning bedeutet Schwert) mit Blut zu beflecken.

Wo wissen zwei besonders mutige Herrscher von größerer Ehre, Ruhm des Pfeilsturms (= Kampf), den Zerstörern von Monden der Bugplanke (= Schilde; die gesamte Kenning bedeutet Krieger) gewährt, als störrische Landherrscher Tannen des Goldes (= Männer) gewährten wegen des Lobes des klarsehenden Sindri? Der Ärger der Gebieter wurde aufgehoben.

Der Feind der Ringe (= großzügiger Mann) trug mächtige Verse für Haraldr vor; Guthormr erhielt eine gute Belohnung für das vorgetragene Gedicht von dem Herrscher. Der Baum des Kampfes (= Krieger) beendete den Kampf zwischen den wahrlich erfolgreichen Herrschern; zuvor hatte sich das Heer von jedem der zwei Herrscher für einen Sturm der Schwerter (= Kampf) vorbereitet.“

Die Verse handeln von der Beilegung eines Konfliktes zwischen König Harald Schönhaar und Hálfdan dem Schwarzen, seinem Sohn, durch die Intervention des Skalden Guthormr Sindri zu Beginn des 10. Jahrhunderts.
Hálfdan hatte ein Gehöft namens Sǫlvi am Fjord von Trondheim angegriffen und niedergebrannt; sein Bruder und Rivale Erik Blutaxt, der zuvor seinen Bruder Björn getötet hatte, um dessen Herrschaftsgebiet in Südnorwegen zu übernehmen, hatte in einem abseits gelegenen Gebäude übernachtet, entkam und berichtete seinem Vater, König Haraldr, von dem Angriff. Der erzürnte König zog eine Flotte gegen Hálfdan zusammen, der sich seinerseits auf Kampfhandlungen vorbereitete, doch der mit beiden befreundete Dichter Guthormr Sindri schlichtete den Konflikt. Hálfdan und Erik sagten zu, die ihnen ursprünglich zugestandenen Territorien zu behalten und nicht weiter ausdehnen zu wollen.
Das Gedicht zeigt die Macht der Dichtung. Übersetzungen können die verblüffende Wirkung und die gezielte ironische Verwendung typischer Kenningar nicht adäquat wiedergeben. Die letzte Zeile taucht auch in der Glymsdrápa des Þorbjörn hornklofi auf; möglicherweise kannten sich die beiden.

## Rezeption
Jórunn skáldmær ist die Hauptfigur in der 2013 uraufgeführten schwedischen Oper Jorun orm i öga von Marie Samuelsson mit Libretto von Kerstin Ekman.